# Dunboyne
Dunboyne (Irsk: Dún Búinne) er en irsk by i County Meath i provinsen Leinster, i den centrale del af Republikken Irland med en befolkning (inkl. opland) på 5.713 indb i 2006 (5.363 i 2002) 